# Nuova accademia di belle arti
Pour les articles homonymes, voir Académie des beaux-arts.
 (août 2013).
Si vous disposez d'ouvrages ou d'articles de référence ou si vous connaissez des sites web de qualité traitant du thème abordé ici, merci de compléter l'article en donnant les références utiles à sa vérifiabilité et en les liant à la section « Notes et références ».
La Nuova accademia di belle arti (NABA) (littéralement « Nouvelle académie des beaux-arts de Milan ») est une université privée fondée à Milan en 1980 à l’initiative d'Ausonio Zappa, Guido Ballo, et Tito Varisco. 

## Historique
En 1981, l’académie a été officiellement reconnue par le Ministère italien de l'Instruction Publique (aujourd’hui connu sous le nom de Ministère de l'Éducation, des Universités et de la Recherche). 
En 2003, la Nuova Accademia di Belle Arti a rejoint le Groupe Bastogi et a intégré Futurarium, un institut post-universitaire d'esthétique fondé par Alessandro Guerriero, qui est actuellement le président du Conseil consultatif. 
En 2004, la NABA a été déplacée dans un nouveau campus situé au Carlo Darwin 20, à Milan. 
En 2010, la NABA a rejoint le réseau Laureate International Universities, en fournissant ainsi à ses étudiants l'accès à un réseau international d’universités d’excellence.